# 石垣仁
石垣仁（日语：／ Ishigaki Hitoshi，1953年9月25日—），日本男子拳击运动员。他曾代表日本参加1974年亚洲运动会拳击比赛，获得一枚金牌。他也曾参加1976年夏季奥林匹克运动会。